# Демьянов, Митрофан Михайлович
Митрофан Михайлович Демьянов (июнь 1888 года, Горки, Могилёвская губерния — 1941, Ленинград) — советский скульптор.

## Биография
Родился в июне 1888 года в городе Горки Могилёвской губернии (в настоящее время — Могилёвская область Республики Беларусь) в семье рабочего. Окончил начальную народную школу и техническое училище.
В 1924 окончил Высшую художественную школу. В 1920-е годы жил в Баку. В 1929—1932 состоял в Азербайджанском обществе работников революционного искусства, участвовал в первой выставке общества, приуроченной к 10-летию Азербайджана, прошедшей в Клубе имени 26 бакинских комиссаров. На выставке было представлено 164 работы 22 художников, выполненные в различных жанрах и технике.
Несколько работ художника было приобретено музеями Баку:  скульптура «Труболом» (1930) поступила в Государственный художественный музей, скульптура «Футболист» (1930) — в Музей физкультуры. В 1932 Демьянов награждается Почётным отзывом Правительственной комиссии Закавказской федерации и вскоре переезжает в Ленинград. В 1937 году он становится председателем производственной комиссии цехового комитета скульпторов творческого объединения художников Горком ИЗО. В 1938 году ЦК РАБИС награждает скульптора почётной грамотой по итогам выставки в Ленинградском Доме Красной Армии. В 1940 году Демьянов принял участие в конкурсе на памятник советским воинам, погибшим в боях с белофиннами на Карельском перешейке.
Умер от голода во время первой блокадной зимы в возрасте 53 лет.
Был женат, имел дочь.

## Выставки
- 1-я выставка Азербайджанского Общества работников революционного искусства (1930)
- Выставка в Ленинградском Доме Красной Армии (1938)
- Совместная выставка Дома искусств и Ленинградского горкома профсоюза художников в Ленинградском Доме искусств имени К. С. Станиславского (1941)

## Работы
- «Труболом» (1930)
- «Футболист» (1930)
- «Мужской портрет» (барельеф, бронза, 1937)
- «М. Ю. Лермонтов» (бюст, гипс, 1939)
- «Женский портрет» (барельеф, гипс, 1940)